# Einfache Naht
Die einfache Naht verbindet zwei Textilteile durch einen einfachen Steppstich. Sie ist von der Außenseite unsichtbar. Je nach Textilart ist ein zusätzlicher Arbeitsgang zum Versäubern der offenen Stoffkanten notwendig, da sie durch die einfache Naht nicht geschützt werden.

## Herstellung
Im ersten Schritt werden die Außenseiten der beiden Teile aufeinandergelegt und mit einem Steppstich durchgenäht. Im zweiten Schritt wird das Teil gewendet. Die Naht wird dadurch unsichtbar. Die Nahtzugabe kann anschließend zu einer oder zu beiden Seiten hin flach gebügelt werden.